# Клингельбах
Клингельбах (нем. Klingelbach) — община в Германии, в земле Рейнланд-Пфальц.
Входит в состав района Рейн-Лан. Подчиняется управлению Катценельнбоген. Население составляет 717 человек (на 31 декабря 2010 года). Занимает площадь 5,14 км².